# Mala Buna
Mala Buna je naseljeno mjesto u Republici Hrvatskoj u Zagrebačkoj županiji. Nalazi se u podnožju Vukomeričkih gorica, a administrativno pripada gradu Velikoj Gorici. Proteže se na površini od 2,01 km². Prema popisu stanovništva iz 2011. godine Mala Buna ima 261 stanovnika koji su raspoređeni u 77 kućanstava. Gustoća naseljenosti iznosi 130 st./km².

## Stanovništvo
| broj stanovnika | 97    | 106   | 88    | 102   | 132   | 170   | 132   | 207   | 200   | 227   | 253   | 268   | 279   | 283   | 274   | 261   | 248   |
|                 | 1857. | 1869. | 1880. | 1890. | 1900. | 1910. | 1921. | 1931. | 1948. | 1953. | 1961. | 1971. | 1981. | 1991. | 2001. | 2011. | 2021. |